# Львов, Владимир Владимирович
Князь Влади́мир Влади́мирович Львов (1805—1856) — русский детский писатель из княжеского рода Львовых. Служил цензором. Племянник генерала Д. С. Львова.

## Биография
Родился в Москве 11 (23) марта 1805 года. Происходил по прямой мужской линии от князя Степана Фёдоровича Львова. Дед, князь Семён Сергеевич Львов, служил прокурором в Тамбовской, Калужской и Тульской губерниях. Отец, Владимир Семёнович Львов (1771—27.10.1829), в 1807 году приобрёл у Е. П. Лопухиной имение в с. Спасское-Телешово Клинского уезда, ставшее родовым гнездом этой ветви рода и в юности воспетое А. К. Толстым. В Отечественную войну 1812 года В. С. Львов служил в Московском ополчении, был участником Бородинской битвы. С 1813 года в чине подполковника вышел в отставку, в 1828—1829 гг. был клинским уездным предводителем дворянства.
Владимир Владимирович Львов получил домашнее воспитание. В 1823 году окончил училище колонновожатых, был на военной службе, служил в лейб-гвардии Гренадерского полка в чине поручика. После ранней смерти родителей был вынужден заняться воспитанием многочисленных младших братьев и сестер, что привело к появлению сборника «Красное яичко для детей» (М., 1831). Затем появилась повесть «Серый армяк, или Исполненное обещание» (М., 1836; 6-е изд. — М., 1907).
С 1836 года чиновник канцелярии московского гражданского губернатора. В 1847—1850 годах депутат московского дворянского собрания.
С 17 ноября 1850 года был цензором Московского цензурного комитета. Пропускал в печать то, что другие запрещали, за что неоднократно имел строгие выговоры; 15 августа 1852 года был уволен от должности без права на пенсию «в пример другим» за пропуск в печать первого тома «Московского сборника» и вышедших вслед за ним «Записок охотника» И. С. Тургенева; 6 декабря 1853 года последовало высочайшее прощение, на основании которого Львов считался не отставленным, а уволенным с разрешением продолжать государственную службу, но не по цензурному ведомству.
В это время появились произведения ориентированные не только на детскую, но и одновременно на взрослую «простонародную» аудиторию: написанные фольклорным «сказом» притчи «Сказка о трех братьях: Семене, Пахоме да Иване…» (М., 1851), «Сказка о двух Иванах…» (М., 1852). Впоследствии вышло изложение русской истории «для народа»: «Сказание о том, что есть и что была Россия…» (М., 1856, 1857; 3-е изд. — СПб., 1863).
27 декабря 1855 года по ходатайству А. С. Норова вновь был назначен цензором. 
Умер 22 марта (3 апреля) 1856 года. Чувство признательности по отношению к князю Львову никогда не оставляло Тургенева. Он лично познакомился с его вдовой и всем семейством покойного. Навещал их в Москве, в Карлсбаде, и всюду, где оказывался с Львовыми вместе.

## Семья

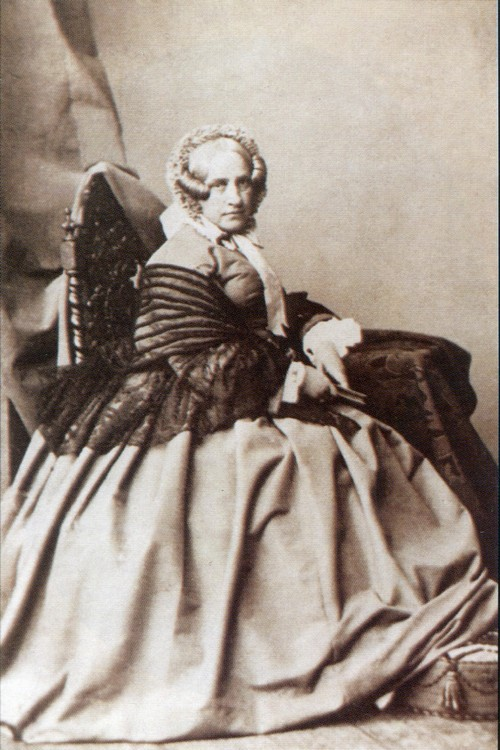
Софья Алексеевна, жена

Жена (с 30 июля 1830 года) — Софья Алексеевна Перовская (1811—1883), побочная дочь Алексея Кирилловича Разумовского. После смерти мужа жила с детьми в подмосковном имении Спасском, позже переехала в Москву. В последние годы жизни у неё болели ноги, ходила с трудом и её водили под руки. Дети:
- Мария Владимировна (1832—1907) — замужем за Сергеем Сергеевичем Волковым (1813—1882). Она вышла замуж за старика, и говорили, что это была с её стороны жертва для семьи, которая жила очень бедно, а браком этим она облегчала положение семьи[7].
- Владимир Владимирович (1833—1854)
- Александра Владимировна (1835—1915) — после смерти матери поступила на службу начальницей гимназии в Пензе, позднее — начальница Николаевского института в Москве. По воспоминаниям Г. Е. Львова, граф Л. Н. Толстой ухаживал за ней и делал предложение[7].
- Елизавета Владимировна (1836— ?) — влюбилась в кучера Ивана, уехала с ним в Одессу. Хотела жить независимо и самостоятельно литературным трудом, писала, но неудачно, затевала коммерческие предприятия … и прогорала. Сёстрам приходилось постоянно выручать её и оплачивать её долги. Они мучились за неё и много лет скрывали её положение[7]. Оставила свои воспоминания об И. С. Тургеневе и А. К. Толстом[8].
- Софья Владимировна (1837—1896) — замужем за Александром Алексеевичем Олениным (1837—1888), внуком А. Н. Оленина.
- Екатерина Владимировна (1837—1911) — с 1858 года замужем за князем Александром Григорьевичем Гагариным (1827—1895), сыном Г. И. Гагарина.
- Анна Владимировна (1840—1888) — отличалась религиозностью, во время посещения Тихоновой пустыни захворала, и монахи, вместо того чтобы обратиться к доктору, стали купать её в святом колодце и закупали насмерть[7].